# Aratinga leucophthalma
Aratinga leucophthalma là một loài chim trong họ Psittacidae.

## Hình ảnh

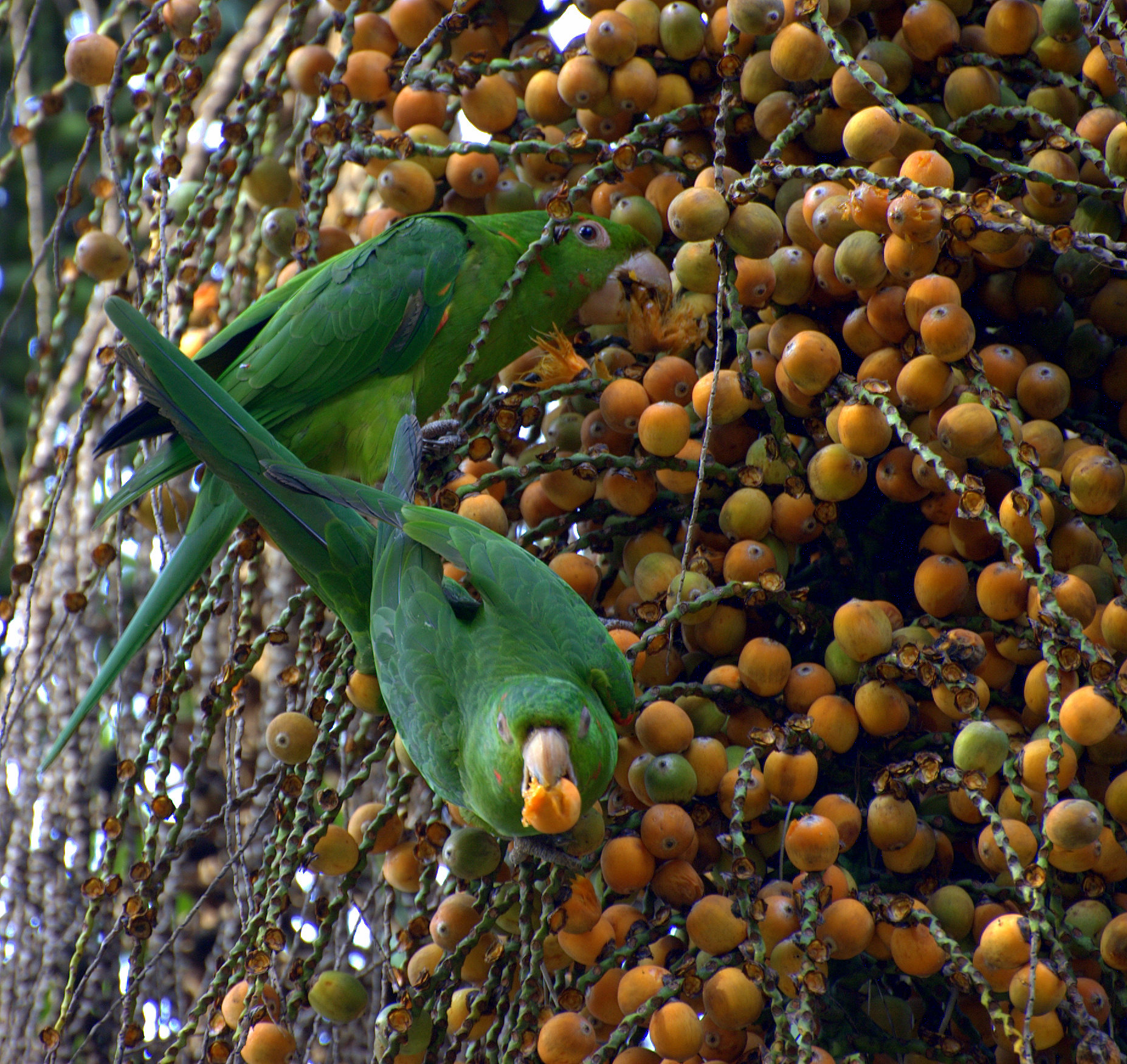
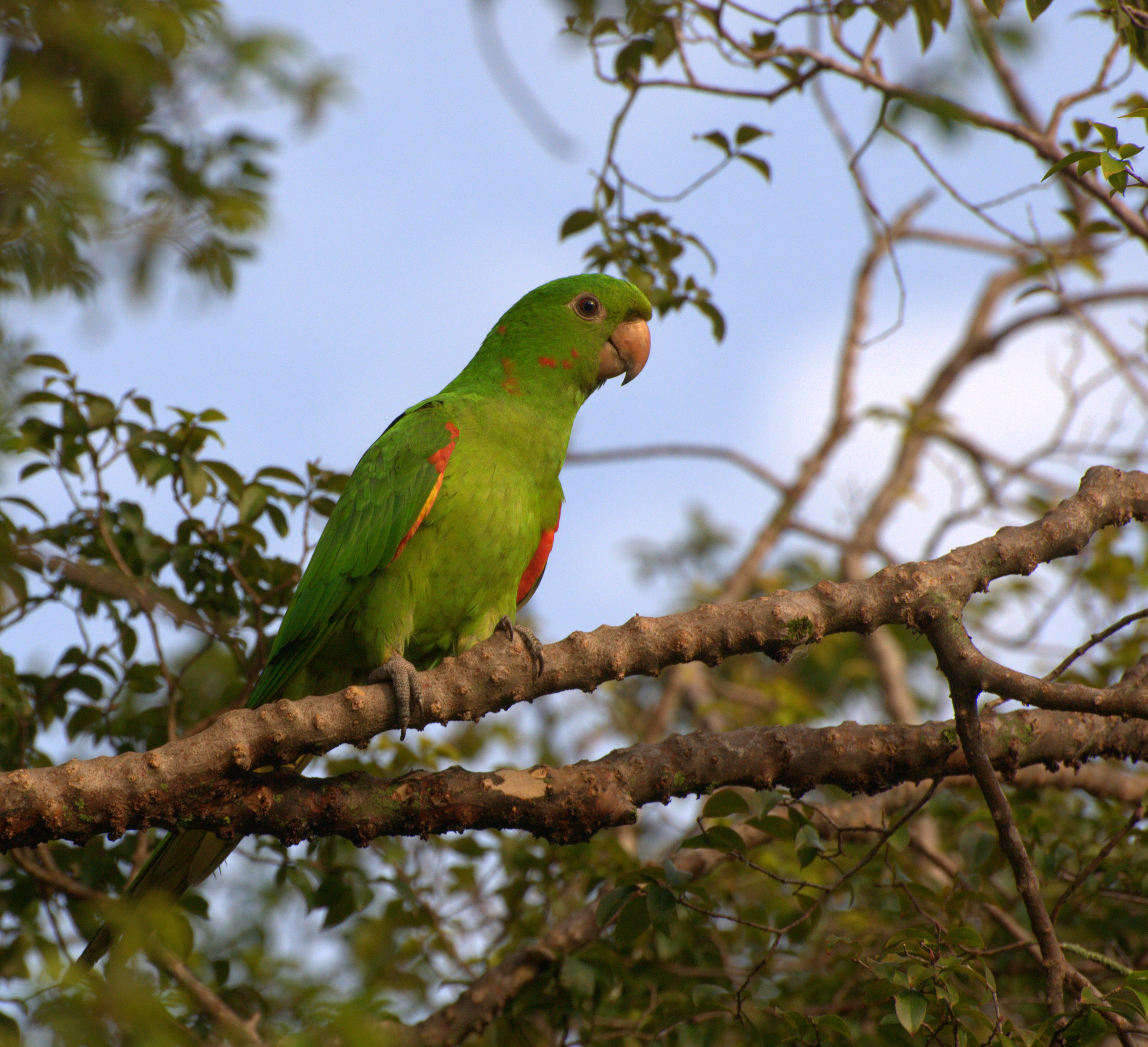
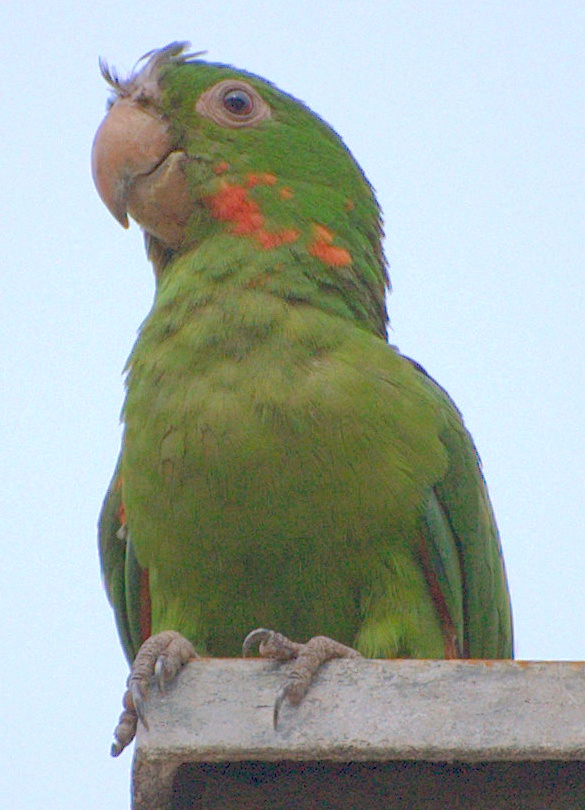